# Lega nazionale degli studenti greci in Italia
La Lega nazionale degli studenti greci in Italia (ESESI, Etnikòs Syndesmos Ellinon Spudastòn Italias) fu un movimento operante in Italia organizzato e gestito dal governo greco del regime dei colonnelli.

## Il movimento
La Lega nazionale degli studenti greci in Italia venne fondata a Roma nel giugno del 1967, in seguito al colpo di Stato dei colonnelli greci del 21 aprile dello stesso anno. Ebbe sedi in tutte le principali città universitarie italiane.
L'Esesi fu subito punto di riferimento della giunta militare golpista di Atene. Venne incaricata dell'attività propagandistica in favore del nuovo governo e della "vigilanza morale sul credo nazionale degli studenti greci in Italia": in sostanza quindi con un compito di controllo di schedatura degli studenti greci antifascisti residenti in Italia.
In più occasioni, ad esempio a Pisa nell'ottobre 1969, cercheranno, unitamente ai neofascisti italiani, di impedire con la violenza le iniziative indette dalle associazioni degli studenti ellenici contrarie al regime dei colonnelli.
Un appartenente del movimento, Mikis Mantakas, venne ucciso il 28 febbraio 1975 a Roma colpito da due proiettili sparati da militanti antifascisti nel corso degli scontri avvenuti durante il processo agli imputati accusati del Rogo di Primavalle.